# Chorégraphie, ou l'art de décrire la danse par caractères, figures et signes démonstratifs

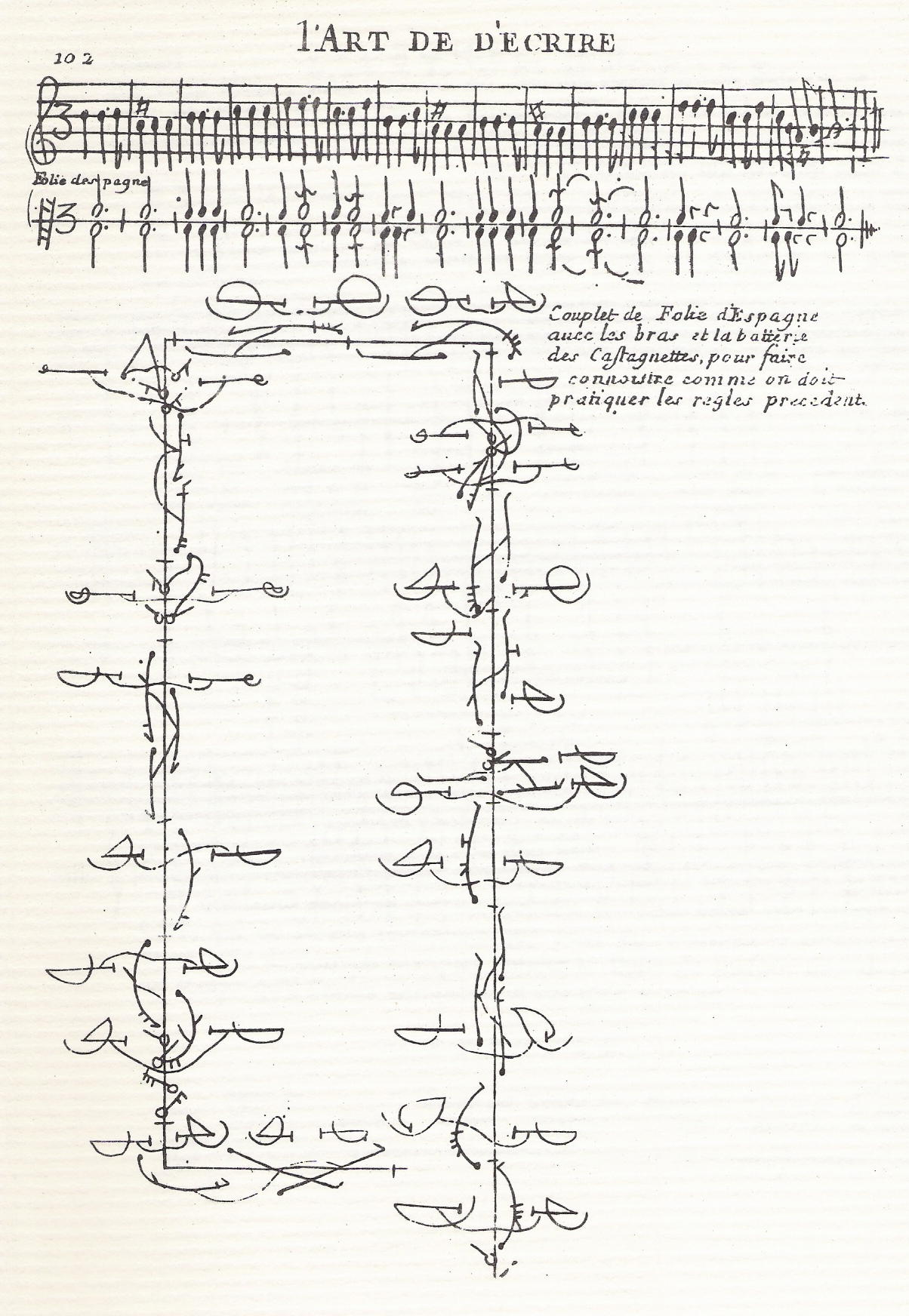
Pàgina de Chorégraphie

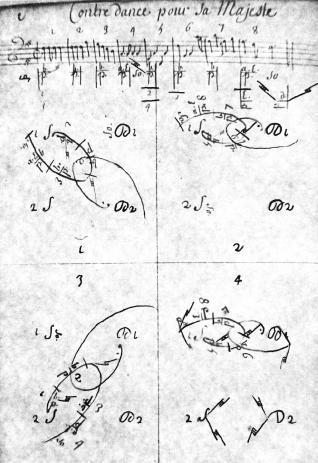
La importància del llibre radica en l'ús del mot "coreografia" i el seu significat conceptual (escriure la dansa) típic de l'edat moderna. La notació ja era usada per altres autors, com André Lorin, i altres notacions es van usar abans i després.

Chorégraphie, ou l'art de décrire la danse par caractères, figures et signes démonstratifs (en català, Coreografia, o l'art de descrire la dansa mitjançant caràcters, figures i signes demostratius), sovint anomenada Chorégraphie, ou l'art de décrire la danse o simplement Chorégraphie és un tractat de coreografia escrit per Raoul Auger Feuillet en 1699, tres segles més tard que el primer llibre de coreografia i amb notació coreogràfica al món (Llibre vermell de Montserrat), conegut per ser la font més antiga que incorpora el mot "coreografia". Al segle xviii però l'anterior mot, "orquesografia" (Vegeu Orchésographie), encara es preferia i de fet la seva traducció a l'anglès, en 1700, per John Weaver es diu Orchesography. Or the Art of Dancing (Orquesografia. L'art de la dansa) i en ell Weaver explica que la traducció "correcta" és Orchesography i no Choreography.
Posteriorment a aquest tractat, de 1700 a 1708, l'autor va anar publicant reculls de balls de saló, danses i contradanses, incloent-ne algunes d'òperes (Jean-Baptiste Lully, Marin Marais) de l'època, descrites segons la notació de la Choréographie. Algunes d'aquestes obres van ser traduïdes a l'anglès o a l'alemany.
La Chorégraphie inclou una notació específica usada per a la dansa barroca, abans d'existir la dansa clàssica, per André Lorin (Livre de contredance présenté au Roy, manuscrit, 1686) i Pierre Beauchamp a l'Acadèmia Reial de Dansa francesa almenys des dels anys 1680, que Pierre Rameau va modificar en 1725 i que va usar-se fins als anys 1780 aproximadament. A la mateixa època, un altre recopilador i anotador de dansa igualment important i influent fou el director i compositor de ballets Louis Pécour.